# Morti nel 1851
| Questa pagina contiene informazioni ricavate automaticamente dalle voci biografiche con l'ausilio del template Bio e di un bot. L'aggiornamento è periodico e automatico e ricostruisce completamente la pagina. Se manca una persona in questa lista, sei pregato di non aggiungerla, ma accertati piuttosto che la sua voce biografica contenga il template Bio e che i dati anagrafici siano correttamente compilati. Se il template Bio manca, inseriscilo tu stesso o, in alternativa, metti l'avviso {{tmp\|Bio}} che ne segnala la mancanza. Se i dati riportati sono sbagliati, correggi direttamente la voce biografica; le modifiche saranno visibili in questa lista entro pochi giorni. Per chiarimenti vedi il progetto biografie. La lista contiene solo le 227 persone che sono citate nell'enciclopedia e per le quali è stato implementato correttamente il template Bio. Pagina aggiornata al 18 ago 2025. |

## Gennaio(26)
- 1º gennaio - Giovanni Giuseppe Canali, patriarca cattolico e arcivescovo cattolico italiano (n. 1781)
- 1º gennaio - Johann Heinrich Friedrich Link, biologo, botanico e naturalista tedesco (n. 1767)
- 1º gennaio - Leopoldo II di Lippe, principe tedesco (n. 1796)
- 9 gennaio - Michel Martin Drolling, pittore francese (n. 1789)
- 12 gennaio - Henry Pelham-Clinton, IV duca di Newcastle, politico inglese (n. 1785)
- 13 gennaio - Karol Štúr, poeta, pastore protestante e insegnante slovacco (n. 1811)
- 14 gennaio - Philipp von Neumann, diplomatico e nobile austriaco (n. 1781)
- 15 gennaio - Joanna Baillie, poetessa e drammaturga scozzese (n. 1762)
- 15 gennaio - Jöns Svanberg, scienziato e religioso svedese (n. 1771)
- 16 gennaio - Karl von Müffling, generale prussiano (n. 1775)
- 17 gennaio - Spencer Compton, II marchese di Northampton, nobile inglese (n. 1790)
- 19 gennaio - Guglielmo Ansaldi, patriota italiano (n. 1776)
- 19 gennaio - Esteban Echeverría, poeta, scrittore e attivista argentino (n. 1805)
- 20 gennaio - Samuel Ward King, politico statunitense (n. 1786)
- 21 gennaio - Albert Lortzing, compositore tedesco (n. 1801)
- 21 gennaio - Franz Naegele, chirurgo tedesco (n. 1778)
- 22 gennaio - Franz Eduard Erpf, imprenditore e politico svizzero (n. 1807)
- 22 gennaio - Kunisada Chūji, mafioso giapponese (n. 1810)
- 24 gennaio - Kazimierz Roch Dmochowski, arcivescovo cattolico polacco (n. 1780)
- 24 gennaio - Giuseppe Lamberti, patriota italiano (n. 1801)
- 24 gennaio - Konrad Johann Martin Langenbeck, chirurgo, oculista e anatomista tedesco (n. 1776)
- 24 gennaio - Gaspare Spontini, compositore italiano (n. 1774)
- 26 gennaio - Vitale Rosi, pedagogista e insegnante italiano (n. 1782)
- 27 gennaio - John James Audubon, ornitologo, illustratore e pittore statunitense (n. 1785)
- 28 gennaio - Bajirao II, politico indiano (n. 1775)
- 28 gennaio - Alessandro Pellizzaroli-Vecellio, politico e diplomatico italiano (n. 1764)

## Febbraio(12)
- 1º febbraio - Auguste Marceau, marinaio francese (n. 1806)
- 1º febbraio - Mary Shelley, scrittrice, saggista e filosofa britannica (n. 1797)
- 1º febbraio - Andrea de Jorio, archeologo e etnografo italiano (n. 1769)
- 3 febbraio - Benjamin Williams Crowninshield, politico statunitense (n. 1772)
- 6 febbraio - Zaccaria Bricito, arcivescovo cattolico italiano (n. 1802)
- 6 febbraio - Alerino Palma, scrittore, magistrato e rivoluzionario italiano (n. 1776)
- 6 febbraio - John Kirk Townsend, ornitologo e naturalista statunitense (n. 1809)
- 8 febbraio - Nicholas Vansittart, politico britannico (n. 1766)
- 18 febbraio - Carl Jacobi, matematico e docente tedesco (n. 1804)
- 24 febbraio - Sake Dean Mahomed, viaggiatore, chirurgo e imprenditore indiano (n. 1759)
- 25 febbraio - Giovanni Carlo Cosenza, drammaturgo italiano (n. 1765)
- 26 febbraio - Filippo Garretti di Ferrere, generale italiano (n. 1772)

## Marzo(17)
- 3 marzo - Julien de Mallian, drammaturgo francese (n. 1805)
- 5 marzo - Wolfgang Bernhard Fränkel, medico e scrittore tedesco (n. 1795)
- 6 marzo - Aleksandr Aleksandrovič Aljab'ev, compositore russo (n. 1787)
- 7 marzo - Girolamo Molin, medico, veterinario e filosofo italiano (n. 1778)
- 7 marzo - Raymond d'Humilly de Serraval, politico francese (n. 1794)
- 9 marzo - Hans Christian Ørsted, fisico e chimico danese (n. 1777)
- 10 marzo - Leopoldo di Borbone-Due Sicilie, principe italiano (n. 1790)
- 11 marzo - George McDuffie, politico statunitense (n. 1790)
- 13 marzo - Karl Lachmann, filologo classico tedesco (n. 1793)
- 13 marzo - François Victor Mérat de Vaumartoise, botanico, micologo e medico francese (n. 1780)
- 15 marzo - John Brabazon, X conte di Meath, nobile irlandese (n. 1772)
- 16 marzo - Fedele Amante, astronomo, geodeta e docente italiano (n. 1794)
- 18 marzo - Conrad Graf, inventore austriaco (n. 1782)
- 22 marzo - Göran Wahlenberg, botanico e micologo svedese (n. 1780)
- 23 marzo - Il Passatore, brigante italiano (n. 1824)
- 24 marzo - Louis-Antoine Macarel, giurista e avvocato francese (n. 1790)
- 31 marzo - John Dickens, giornalista inglese (n. 1785)

## Aprile(21)
- 1º aprile - Gian Pietro Porro, politico italiano (n. 1773)
- 2 aprile - Giuseppe Bonolis, pittore italiano (n. 1800)
- 2 aprile - Jessadabodindra, sovrano siamese (n. 1787)
- 3 aprile - Louisa Fox-Strangways, nobildonna inglese (n. 1785)
- 3 aprile - Florestano Pepe, generale e patriota italiano (n. 1778)
- 7 aprile - Henry Alken, incisore inglese (n. 1784)
- 10 aprile - Antonio de Pian, pittore e incisore austriaco (n. 1784)
- 11 aprile - Giuseppe Gromo di Ternengo, magistrato e politico italiano (n. 1776)
- 12 aprile - Martin Schrettinger, bibliotecario tedesco (n. 1772)
- 13 aprile - Giovanni Battista Biscarra, pittore, scultore e litografo italiano (n. 1790)
- 18 aprile - Vincenzo Lancetti, scrittore italiano (n. 1767)
- 18 aprile - Christian Friedrich Nasse, psichiatra e medico tedesco (n. 1778)
- 18 aprile - Ludwig von Wohlgemuth, generale e politico austriaco (n. 1788)
- 22 aprile - Samuel Eccleston, religioso e arcivescovo cattolico statunitense (n. 1801)
- 23 aprile - Michail Petrovič Lazarev, esploratore e ammiraglio russo (n. 1788)
- 25 aprile - Jacopo Monico, cardinale e patriarca cattolico italiano (n. 1778)
- 27 aprile - Therese Malfatti, musicista austriaca (n. 1792)
- 28 aprile - Edward Codrington, ammiraglio britannico (n. 1770)
- 29 aprile - Vincenzo Andriani, medico e archeologo italiano (n. 1788)
- 29 aprile - Fortunée Hamelin, francese (n. 1776)
- 30 aprile - Gustav Kunze, entomologo e botanico tedesco (n. 1793)

## Maggio(17)
- 1º maggio - Agostino Schoeffler, presbitero e missionario francese (n. 1822)
- 5 maggio - Philip Hone, politico statunitense (n. 1780)
- 7 maggio - Johann Benckiser, chimico tedesco (n. 1782)
- 9 maggio - Hugh McVay, politico statunitense (n. 1766)
- 9 maggio - Johann Heinrich Schilbach, pittore tedesco (n. 1798)
- 13 maggio - Augusta di Baviera, principessa (n. 1788)
- 14 maggio - Manuel Gómez Pedraza, politico e generale messicano (n. 1789)
- 15 maggio - Johann Traugott Leberecht Danz, teologo tedesco (n. 1769)
- 17 maggio - Victor Leplus, architetto francese (n. 1798)
- 18 maggio - Friedrich August Ukert, bibliotecario, geografo e umanista tedesco (n. 1780)
- 20 maggio - Stanko Vraz, poeta e scrittore sloveno (n. 1810)
- 22 maggio - Mordecai Manuel Noah, drammaturgo, diplomatico e giornalista statunitense (n. 1785)
- 24 maggio - Carlo Vizzardelli, cardinale italiano (n. 1791)
- 28 maggio - Bernardino Fernández de Velasco y Benavides, politico e scrittore spagnolo (n. 1783)
- 28 maggio - Franz Katz, disegnatore, collezionista d'arte e miniaturista tedesco (n. 1782)
- 30 maggio - Esprit Requien, botanico e paleontologo francese (n. 1788)
- 31 maggio - Marianne Müller, soprano e attrice teatrale tedesca (n. 1772)

## Giugno(12)
- 3 giugno - Andrea Francesco Giovanni Altesti, diplomatico e politico italiano (n. 1766)
- 3 giugno - Gennaro Spinelli di Cariati, politico, diplomatico e militare italiano (n. 1780)
- 4 giugno - Francesco Cherubini, filologo e editore italiano (n. 1789)
- 15 giugno - Lorenzo Peretti, pittore italiano (n. 1774)
- 17 giugno - John Brown Russwurm, giornalista e editore giamaicano (n. 1799)
- 20 giugno - Giulio Aluisetti, architetto, ingegnere e incisore italiano (n. 1794)
- 20 giugno - Narciso Clavería y Zaldúa, militare e funzionario spagnolo (n. 1795)
- 22 giugno - Heinrich August Erhard, storico, archivista e medico tedesco (n. 1793)
- 24 giugno - Keppel Richard Craven, viaggiatore inglese (n. 1779)
- 26 giugno - Desvergers, drammaturgo francese (n. 1794)
- 26 giugno - Bernardino Morra di Lauriano, archeologo italiano (n. 1769)
- 30 giugno - Edward Smith-Stanley, XIII conte di Derby, politico e naturalista inglese (n. 1775)

## Luglio(15)
- 4 luglio - Carl Friedrich von Ledebour, botanico tedesco (n. 1786)
- 6 luglio - David Macbeth Moir, scrittore, poeta e medico scozzese (n. 1798)
- 6 luglio - Thomas Davenport, inventore statunitense (n. 1802)
- 7 luglio - James Miller, militare statunitense (n. 1776)
- 7 luglio - John Talbot, ammiraglio inglese (n. 1769)
- 9 luglio - Caterina Lipparini, cantante lirica italiana (n. 1793)
- 10 luglio - Louis Daguerre, artista, chimico e fisico francese (n. 1787)
- 15 luglio - Anne-Marie Javouhey, religiosa francese (n. 1779)
- 20 luglio - Melchiorre Dore, poeta, scrittore e presbitero italiano (n. 1776)
- 20 luglio - Hugues-Robert-Jean-Charles de La Tour d'Auvergne-Lauraquais, cardinale francese (n. 1768)
- 20 luglio - Horace Sébastiani, nobile, generale e diplomatico francese (n. 1772)
- 23 luglio - Constantin Daniel Rosenthal, pittore e scultore austriaco (n. 1820)
- 24 luglio - Gioachino Bellone, burattinaio italiano (n. 1776)
- 25 luglio - Urbano Del Drago Biscia Gentili, principe italiano (n. 1773)
- 29 luglio - Emmanuel Dupaty, giornalista, drammaturgo e librettista francese (n. 1775)

## Agosto(19)
- 1º agosto - Antonio Maria Cadolini, nobile e cardinale italiano (n. 1771)
- 1º agosto - Heinrich Homberger, avvocato e politico svizzero (n. 1806)
- 2 agosto - Amatore Sciesa, patriota italiano (n. 1814)
- 4 agosto - Louisa Stuart, scrittrice britannica (n. 1757)
- 7 agosto - Johann Gottfried Gruber, critico letterario e enciclopedista tedesco (n. 1774)
- 9 agosto - Karl Gützlaff, scrittore e missionario tedesco (n. 1803)
- 10 agosto - Heinrich Paulus, teologo tedesco (n. 1761)
- 10 agosto - Alessandro Saluzzo di Monesiglio, militare e politico italiano (n. 1775)
- 11 agosto - Mulraj Chopra, politico indiano (n. 1814)
- 11 agosto - Lorenz Oken, naturalista, biologo e filosofo tedesco (n. 1779)
- 12 agosto - Joaquín de Agüero, rivoluzionario cubano (n. 1816)
- 15 agosto - Giovanni Inghirami, presbitero e astronomo italiano (n. 1779)
- 16 agosto - Christian Martin Joachim Frähn, numismatico, orientalista e storico tedesco (n. 1782)
- 19 agosto - Giacomo Catone, storico e abate italiano (n. 1769)
- 20 agosto - Tom Spring, pugile inglese (n. 1795)
- 21 agosto - Eliseo Pontremoli, poeta, funzionario e diplomatico italiano (n. 1778)
- 24 agosto - James McDowell, politico statunitense (n. 1795)
- 27 agosto - Ferdinando di Sassonia-Coburgo-Koháry, principe tedesco (n. 1785)
- 30 agosto - Ahmed Bey, politico ottomano (n. 1784)

## Settembre(24)
- 1º settembre - Narciso López, patriota venezuelano (n. 1797)
- 2 settembre - William Nicol, fisico e geologo scozzese (n. 1770)
- 2 settembre - Matija Vertovc, storico e agronomo sloveno (n. 1784)
- 4 settembre - Levi Woodbury, giurista e politico statunitense (n. 1789)
- 6 settembre - Allen Gardiner, navigatore e missionario inglese (n. 1794)
- 6 settembre - Charles Konig, naturalista tedesco (n. 1774)
- 7 settembre - Gerhard von Hosstrup, banchiere tedesco (n. 1771)
- 8 settembre - Joseph Anselm Feuerbach, archeologo e filologo classico tedesco (n. 1798)
- 9 settembre - Gaetano Melzi, bibliografo italiano (n. 1783)
- 10 settembre - Thomas Hopkins Gallaudet, educatore statunitense (n. 1787)
- 11 settembre - Sylvester Graham, medico e pastore protestante statunitense (n. 1794)
- 12 settembre - Lorenzo Nottolini, architetto e ingegnere italiano (n. 1787)
- 13 settembre - Jean-François Legendre-Héral, scultore francese (n. 1796)
- 14 settembre - James Fenimore Cooper, scrittore statunitense (n. 1789)
- 14 settembre - John Hely-Hutchinson, III conte di Donoughmore, militare e politico irlandese (n. 1787)
- 18 settembre - Mariano Bianco, arcivescovo cattolico italiano (n. 1775)
- 19 settembre - Carl Fredrik af Wingård, arcivescovo luterano e politico svedese (n. 1781)
- 22 settembre - Aleksej Egorovič Egorov, pittore e disegnatore russo (n. 1776)
- 23 settembre - Émilie Tavernier Gamelin, religiosa canadese (n. 1800)
- 24 settembre - Lucius Lyon, politico statunitense (n. 1800)
- 26 settembre - Giovanni Battista Quadri, oculista italiano (n. 1780)
- 28 settembre - Federico Guglielmo Carlo di Prussia, nobile (n. 1783)
- 29 settembre - Paul-Thérèse-David d'Astros, cardinale e arcivescovo cattolico francese (n. 1772)
- 29 settembre - Pierfrancesco Leopardi, nobile italiano (n. 1813)

## Ottobre(14)
- 2 ottobre - Henry Perigal Borrell, numismatico britannico (n. 1795)
- 2 ottobre - Jacob ben Joseph Harofe, rabbino, filosofo e letterato iracheno
- 3 ottobre - Charles Jenkinson, III conte di Liverpool, nobile e politico inglese (n. 1784)
- 4 ottobre - Pierre Capelle, librettista e scrittore francese (n. 1775)
- 5 ottobre - Marie Jules César Savigny, botanico e zoologo francese (n. 1777)
- 6 ottobre - Giovanni Ignazio Pansoya, letterato e politico italiano (n. 1784)
- 7 ottobre - Manuel Godoy, nobile e politico spagnolo (n. 1767)
- 8 ottobre - Nicola Cirino, giurista e poeta italiano (n. 1802)
- 11 ottobre - Luigi Dottesio, patriota italiano (n. 1814)
- 12 ottobre - Augusta Leigh, nobile britannica (n. 1783)
- 16 ottobre - Ignazio Pietro VII Jarweh, patriarca cattolico siriano (n. 1777)
- 19 ottobre - Maria Teresa Carlotta di Borbone-Francia, regina francese (n. 1778)
- 31 ottobre - Antonio Guasqui, fantino italiano (n. 1829)
- 31 ottobre - Petar II Petrović-Njegoš, serbo (n. 1813)

## Novembre(13)
- 5 novembre - Giovanni Grioli, presbitero e patriota italiano (n. 1821)
- 9 novembre - Giuseppe Viglezzi, archivista italiano (n. 1778)
- 12 novembre - Jean Gabriel Marchand, generale francese (n. 1765)
- 17 novembre - Giuseppe Girometti, incisore italiano (n. 1780)
- 18 novembre - Ernesto Augusto I di Hannover, re (n. 1771)
- 19 novembre - Giovanni Battista Parretti, arcivescovo cattolico italiano (n. 1779)
- 20 novembre - Wenzel Sedlák, arrangiatore e clarinettista boemo (n. 1776)
- 24 novembre - Maria Cristina di Sassonia, nobile tedesca (n. 1770)
- 26 novembre - Louis-Philippe Crépin, pittore francese (n. 1772)
- 26 novembre - Nicolas Jean-de-Dieu Soult, generale francese (n. 1769)
- 28 novembre - Vincent Priessnitz, medico ceco (n. 1799)
- 29 novembre - Gülcemal Kadin, ottomana (n. 1826)
- 29 novembre - Nicola Santangelo, politico italiano (n. 1785)

## Dicembre(14)
- 4 dicembre - Thomas Howard, XVI conte di Suffolk, nobile e politico britannico (n. 1776)
- 5 dicembre - Bartolomeo Valiani, pittore italiano (n. 1793)
- 8 dicembre - André Jolivard, pittore francese (n. 1787)
- 9 dicembre - Ramón Freire, generale e politico cileno (n. 1787)
- 10 dicembre - Karl Drais, inventore tedesco (n. 1785)
- 11 dicembre - Antonio Bonfanti, generale italiano (n. 1768)
- 11 dicembre - Francesco Maria Coppola, vescovo cattolico italiano (n. 1773)
- 12 dicembre - Joel Roberts Poinsett, politico statunitense (n. 1779)
- 14 dicembre - Giuseppe Cadorin, abate e storico italiano (n. 1792)
- 19 dicembre - William Turner, pittore e incisore inglese (n. 1775)
- 22 dicembre - Bernardo Antonino Squarcina, vescovo cattolico italiano (n. 1780)
- 23 dicembre - Giovanni Berchet, poeta, scrittore e traduttore italiano (n. 1783)
- 25 dicembre - Abraham Constantin Mouradgea d'Ohsson, diplomatico, storico e orientalista armeno (n. 1779)
- 26 dicembre - Edward Burleson, politico e generale statunitense (n. 1798)

## Senza giorno specificato(23)
- John White Abbott, pittore inglese (n. 1763)
- Giovanni Basadonna, tenore italiano (n. 1806)
- Camille Beauvais, imprenditore e inventore francese
- Samuel Beazley, architetto, scrittore e drammaturgo inglese (n. 1786)
- Carolina Cavalletti Tessari, attrice teatrale italiana (n. 1794)
- Chui A-poo, pirata cinese
- Gaetano Cioni, scienziato, filologo e politico italiano (n. 1760)
- Jonas Collett, politico norvegese (n. 1772)
- Dawud Pascià di Baghdad, militare e politico georgiano
- Ludwig Hermann Friedländer, medico, viaggiatore e scrittore tedesco (n. 1790)
- Nunziante Ippolito, ginecologo e anatomista italiano (n. 1796)
- Ekaterina Andreevna Kolyvanova, nobildonna russa (n. 1780)
- Sesto Matteucci, politico italiano (n. 1809)
- Joshua Milne, matematico britannico (n. 1776)
- Carlotta Polvaro, attrice teatrale italiana (n. 1801)
- Andrés Quintana Roo, politico messicano (n. 1787)
- Shabkar Tsokdruk Rangdrol, poeta tibetano (n. 1781)
- Ali-paša Rizvanbegović, politico ottomano (n. 1783)
- Louis Moses Rose, avventuriero francese (n. 1785)
- Christian Friedrich Tieck, scultore tedesco (n. 1776)
- Domenico Tritto, compositore italiano (n. 1766)
- Athanás Tsákalov, rivoluzionario greco (n. 1790)
- Hans Thøger Winther, fotografo norvegese (n. 1786)